# 毛里求斯冕鹦鹉
毛里求斯冕鸚鵡（Lophopsittacus mauritianus），又名闊嘴鸚鵡，是毛里裘斯特有的一種鸚鵡，但已滅絕。

## 特徵

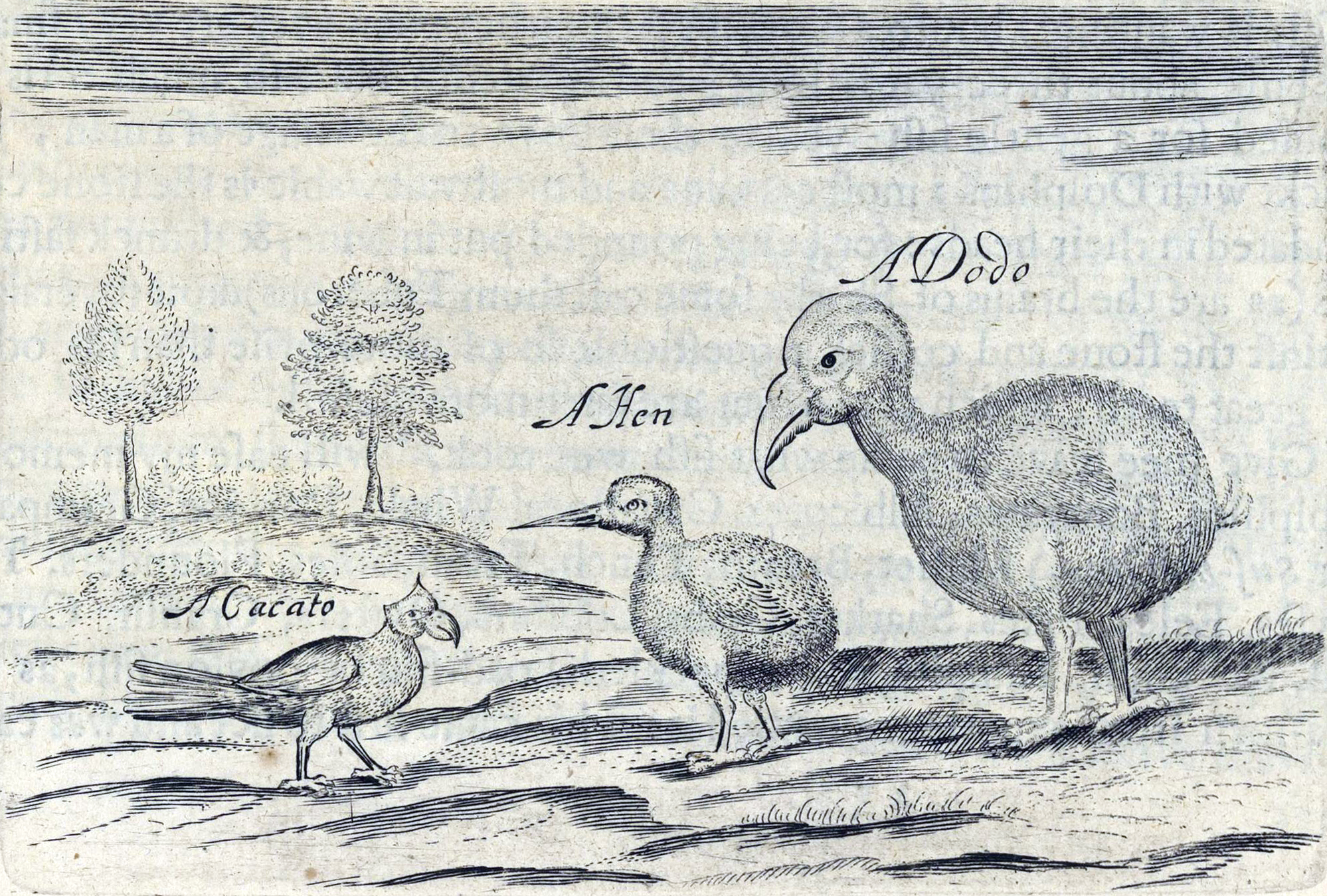
1634年毛里求斯冕鸚鵡的圖畫。

毛里求斯冕鸚鵡是一種體型很大的鸚鵡，雄鳥壯如棕樹鳳頭鸚鵡，雌鳥則細小。牠們的來處只有早期的圖畫及一些亞化石骨頭。牠們的尾巴很長，但飛行的器官則很細小，推測牠們不懂飛行。喙很大，但相對較脆弱，適合咬碎果實。牠們身體呈藍灰色，有細小的前冠。從解構牠們的喙得知牠們是傳播渡渡鳥樹的主要動物，而非渡渡鳥。

## 滅絕
毛里求斯冕鸚鵡的滅絕是因獵殺，被入侵的豬、長尾獼猴及大家鼠掠食所致。

## 外部連結
- World Parrot Trust （页面存档备份，存于）
- Foundation Dutch Parrot Refuge